# Whispering (песня)
«Whispering» (с англ. — «шептание, шёпот») — популярная американская песня в ритме фокстрота, входит в классику джазовой музыки. Композитор: Джон Шонбергер. автор стихов:  Малвин Шонбергер. Впервые опубликована на грампластинке в сентябре 1920 года компанией Sherman, Clay & Co. (Сан-Франциско) и стала первым в мире «миллионером» продаж в индустрии поп-музыки.

## История
Первым исполнителем песни стал оркестр Пола Уайтмена (23 августа 1920 года, для компании Victor Talking Machine Company). Песня имела ошеломляющий успех, на протяжении 11 недель была хитом № 1 в Соединённых Штатах, и оставалась в чартах 20 недель. В США были проданы более двух миллионов грампластинок с этой записью. В 2020 году исполнение Уайтмена было выбрано Библиотекой Конгресса для занесения в Национальный реестр аудиозаписей как «культурно, исторически или эстетически значимое».
Песня дважды попадала в чарты в 1960-х годах. В 1963 году ирландская группа The Bachelors со своей версией стали хитом, который вошел в топ-20 в Великобритании. В 1964 году, после записи своего хита «Deep Purple», американские исполнители Нино Темпо и Эйприл Стивенс выпустили новый хит с песней «Whispering». Эта версия заняла одиннадцатую позицию в Hot 100 и четвёртую позицию в рейтинге Easy Listening.
Песня, в вокальном или инструментальном исполнении, продолжает пользоваться популярностью. По данным AllMusic, существует более 700 версий песни.  По состоянию на 2010 год, на музыкальном онлайн-сайте lala.com имелся 161 альбом или сингл, содержащие песню «Whispering», включая записи таких известных исполнителей, как Фрэнк Синатра, Бинг Кросби и Бенни Гудмен. По состоянию на 2014 год, TJD Online, онлайн-версия The Jazz Discography, насчитывала 225 записей Whispering, начиная с Рэя Миллера, записавшего её в июле 1920 года, Okeh Records 4167-A. Кроме того, по состоянию на 2014 год TJD Online отметила 281 запись композиции Диззи Гиллеспи «Groovin 'High», которая является контрафактной вариацией «Whispering».

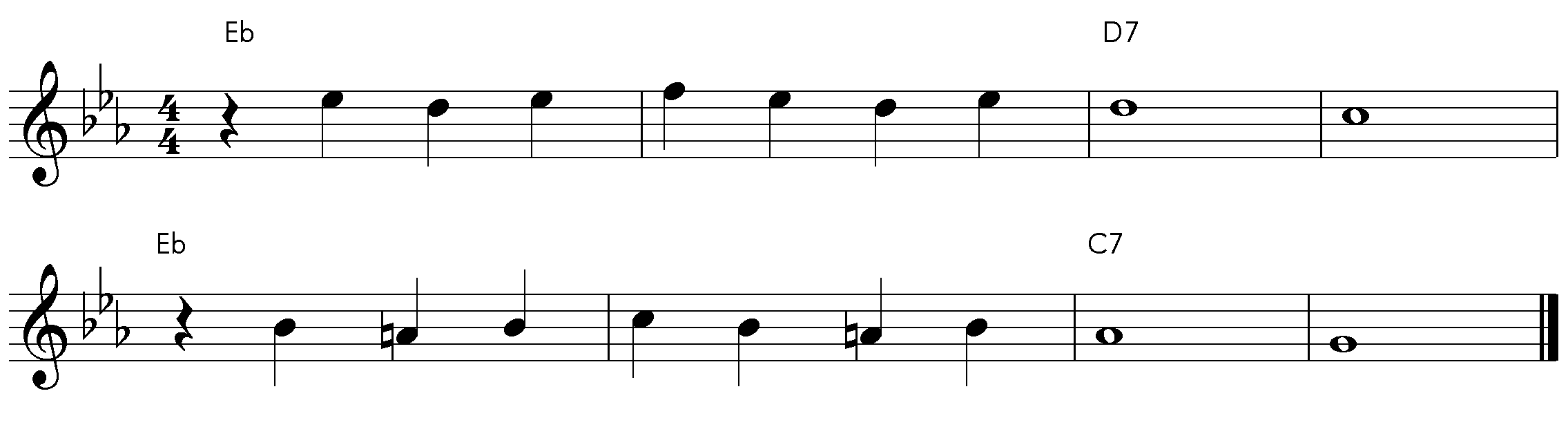

## Избранная дискография
- Джордж Гершвин, Mel-O-Dee 4007

Записано в сентябре 1919 года. Гершвин аранжировал мелодию как набор вариаций для фортепиано (piano roll).

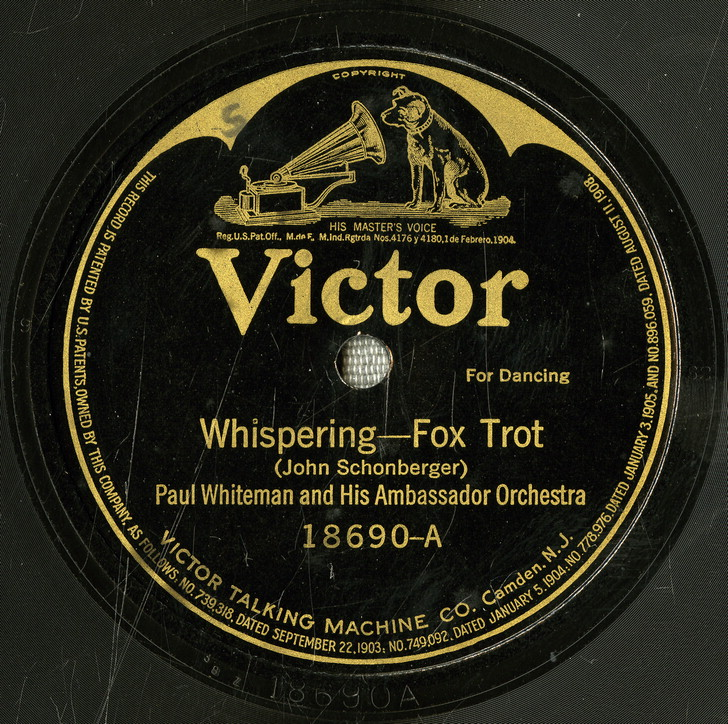
Первый диск, Пол Уайтмен

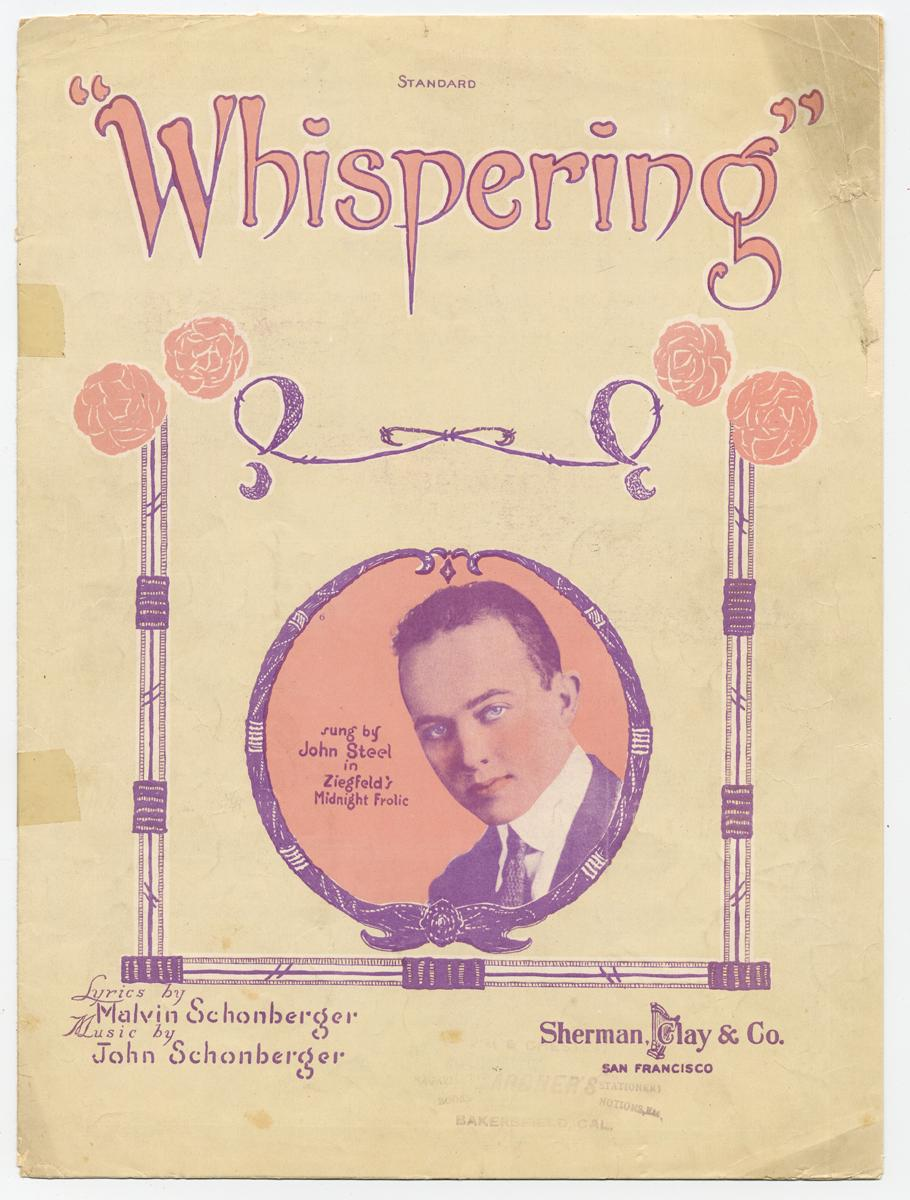
Whispering в исполнении Джона Стила

- Пол Уайтмен и его оркестр, Victor Talking Machine Company 18690-A (1920); OCLC 53866810 и 5225741. Вокалист: Джон Стил.

Записано 23 августа 1920 года в Камдене, штат Нью-Джерси,  см. youtube-аудио.
- Comedian Harmonists (1934). Whispering в аранжировке Бернхарда Кристенсена.

Записано в 1934 году в Берлине. Мужской вокальный квинтет с фортепиано.
Переиздание: ASV Records CDAJA 5204, Living Era (imprint); OCLC 476559281, см. youtube-аудио).
- Диск группы The Dorsey Brothers, Associated Broadcasting Company (выпущен только для радио)

Записано 1 февраля 1935 года в Нью-Йорке. Whispering составлянт часть попурри.
- Квартет Бенни Гудмана, Victor Talking Machine Company 25481 (1936); OCLC 27247433

Бенни Гудмен (кларнет), Лайонел Хэмптон (вибрации), Тедди Уилсон (фортепиано), Джин Крупа (ударные)
Записано 2 декабря 1936 года в Нью-Йорке. 03515-1 (матрица) — Whispering.
Гудмен записал его еще 8 раз: в 1938 (дважды), 1953, 1958, 1959 (дважды), 1967 и 1980.
- Томми Дорси с Фрэнком Синатрой и The Pied Pipers, Bluebird B-10771 (1940); OCLC 52815399

Записано 13 июня 1940 года в Нью-Йорке.
Банни Бериган, Джимми Блейк (трубы); Томми Дорси (тромбон, лидер); Джонни Минс (кларнет); Фред Стулс, Хайми Шертцер (альт-саксофоны); Дон Лодиче, Пол Мейсон (тенор-саксофоны); Джо Бушкин (фортепиано); Сид Вайс (бас); Бадди Рич (ударные); Фрэнк Синатра,, The Pied Pipers  (вокал); Сай Оливер (аранжировщик)
051279-1 (матрица) — Whispering.
Томми Дорси записал его еще 8 раз, один раз в 1933 году, играя с группой Реда Маккензи, 5 раз в 1940 году и дважды в 1944 году.
- Борис Виан (французский автор и джазовый трубач) записал свою версию на французском «Ah, si j'avais un franc cinquante» («О, если бы у меня было всего полтора франка»), эта запись издавалась как сингл; продано всего 500 копий, но в последующие годы становится классикой.
- Гарри Белафонте с Питом Руголо и его оркестром Capitol 856; OCLC 82131926

Записано с 24 марта по 3 апреля 1949 года, Голливуд, Калифорния. 4322-4Д-1 (матрица) «Whispering»
Белафонте записал эту песню в первый год своей карьеры звукозаписи.
- Секстет Майлза Дэвиса, Prestige Records 742 (1951); OCLC 31875098 (оригинальный выпуск)

Майлз Дэвис (труба), Бенни Грин (тромбон), Сонни Роллинз (теноровый саксофон), Джон Льюис (фортепиано), Перси Хит (бас), Рой Хейнс (ударные)
Записано 17 января 1951 года в Нью-Йорке. 131-А (матрица) — Whispering.
Майлз снова записал его в 1961 году; затем записал «Groovin' High» 5 раз в 1948 году.
- Лес Пол и Мэри Форд, создатели хитов, Capitol, C. 1748 (Нидерланды), CL. 13596 (Италия), F1748 (США), CP-199 (1951); OCLC 477090584

7864 ( матрица ) (матрица) — Whispering.
- Оскар Питерсон (1951, служба Канадская телерадиовещательная корпорация).

Записано 8 марта 1951 г.
Оскар Питерсон (фортепиано), Остин Робертс (бас)
Было много переизданий; OCLC 53481796.
- Бинг Кросби для своего альбома Bing with a Beat (1957, см. youtube-audio).
- Pasadena Roof Orchestra, Review, Transatlantic (E) TRA335 (1976)

Записано в Лондоне в 1976 году. Whispering. ( кавер-версия )
Отрывки из этого альбома были выпущены на десятках других альбомов.
- Альбом «Бенни Картер встречается с Оскаром Петерсоном», Пабло, 2310–926 (1987); OCLC 18170774

Бенни Картер (альт-саксофон), Оскар Петерсон (фортепиано), Джо Пасс (гитара), Дэйв Янг (бас), Мартин Дрю (ударные)
Записано 14 ноября 1986 года в Голливуде, штат Калифорния.
- Эл Джерро, альбом Accentuate the Positive Verve B0001634-02 (2004);OCLC 56123014

Записано на Capitol Recording Studios, Голливуд, Калифорния.
«Groovin' High» + «Whispering».

## Избранная фильмография
- 1925: советский фильм «Закройщик из Торжка».
- 1941: Ziegfeld Girl, поёт мужское трио.
- 1944: Greenwich Village с Доном Амичи, поёт Вивиан Блейн.
- 1945: The Clock, поёт хор.
- 1952: Belles on Their Toes.
- 1956: The Eddy Duchin Story, исполняет Carmen Cavallaro.
- 1994: российский фильм «Жених из Майами», исполняют Михаил Державин и Вера Алентова, английские слова песни самодельные.
- 2016: The Matchbreaker, исполняет Кристина Гримми.

## Награды
- 1972: Зал славы музыки включил "Whispering" в число 10 исторических песен.[5]

## Дополнительные альбомы
- Frank Sinatra & the Tommy Dorsey Orchestra, запись 1940 года, см. youtube-аудио

The Song Is You (альбом), запись 1940.
- The Complete RCA Victor Small Group Recordings (album), запись 1935–1939
- Benny Carter Meets Oscar Peterson (album), запись 1986.
- Chet Atkins' Workshop (album), запись 1960.
- Not Necessarily Acoustic (album), запись 1994.
- Pop + Jazz = Swing (album), запись 1962.
- Accentuate the Positive (album), запись 2004.
- "Cherchez La Femme", вариация "Whispering".
- West Coast Live, Chet Baker & Stan Getz, запись 1953.
- "Groovin' High", jazz standard based on the chord changes of "Whispering", см. youtube-аудио.
- The Bachelors and 16 Great Songs, запись 1964.

## Авторские права
Первоначально (1920) правами на песню владела Sherman, Clay&Co., Сан-Франциско.
Слова Малвина Шонбергера, музыка Джона Шонбергера.
© Обновление 21201, 22 июля 1947 г., Джон Шонбергер и Малвин Шонбергер
© Обновление 25563 28 июля 1947 г., Джон Шонбергер, Амелия Роуз (вдова Винсента Роуза) и Ричард Коберн.
© Права переданы Miller Music Corporation 28 июля 1947 года Ричардом Кобурном и Амелией Роуз (вдовой покойного Винсента Роуза) .
© Права переданы компании Fred Fisher Music Co. в 1938 году; иск был рассмотрен в Окружном суде США, Нью-Йорк
Обновление от 22 июля 1947 года приписывает музыку Джону Шонбергеру, а текст — Малвину Шонбергеру.
Обновление 27 июля 1947 года приписывает музыку Джону Шонбергеру и Винсенту Роузу, а тексты — Ричарду Коберну.